# Eutrema halophilum
Espèce
Synonymes
- Hesperis halophila (C.A.Mey.) Kuntze[1]
- Sisymbrium halophilum Carl Anton von Meyer[1]
- Stenophragma halophilum (C.A.Mey.) Fedtsch.[1]
- Thellungiella halophila (C.A.Mey.) O.E.Schulz[1]

Eutrema halophilum ou Thellungiella halophila est une espèce de plantes à fleurs de la famille des Brassicaceae. C'est une plante modèle apparentée à Arabidopsis thaliana, étudiée pour sa capacité à tolérer des taux de salinité élevés, donnant l'occasion aux chercheurs d'identifier certains gènes d'adaptation à la salinité et les processus physiologiques liés à la tolérance aux stress abiotiques chez les végétaux supérieurs.
Eutrema halophilum est une Brassicaceae endémique des régions du nord-ouest et du centre du Kazakhstan. Elle pousse principalement dans le biome tempéré.

## Taxinomie
E. halophilum a été décrite pour la première fois par Carl Anton von Meyer en 1831 sous le nom de Sisymbrium halophilum, puis par Kuntze en 1891 et Fedtchenko en 1915 sous des noms de genre différents mais encore acceptés. En 1924, Schultz publie sa description sous le nom de Thellungiella halophila qui est l’appellation la plus fréquemment citée dans les publications scientifiques. Finalement, les botanistes Al-Shehbaz & Warwick la désignent en 2005 sous le nom d'Eutrema halophilum, qui est son nom accepté le plus récent et qui semble faire consensus chez les botanistes.